# Gert Hatz

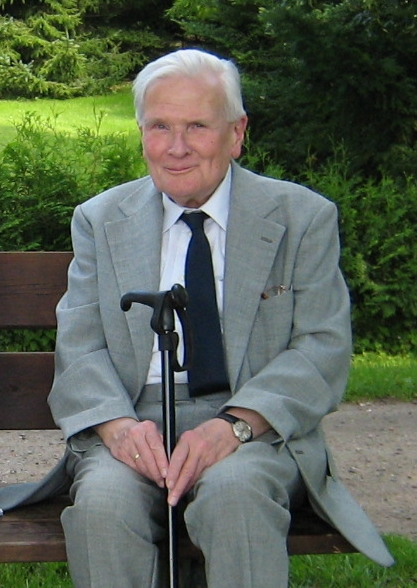
Gert Hatz (2005)

Gert Friedrich Karl Hatz (* 4. Januar 1928 in Hamburg; † 5. September 2017 in Eutin) war ein deutscher Numismatiker und Hochschullehrer.

## Studium
Gert Hatz begann 1947 an der Universität Hamburg ein Studium der Fächer Geschichte, Germanistik, Historische Hilfswissenschaften und Volkskunde. Einer seiner Lehrer war Walter Hävernick, der seit 1947 Direktor des Museums für Hamburgische Geschichte und Inhaber des Lehrstuhls für Deutsche Altertums- und Volkskunde an der Universität Hamburg war. Hatz arbeitete ab 1950 als studentische Hilfskraft im Münzkabinett des Museums. Er wurde unter Hävernick am 12. Januar 1952 mit einer Arbeit zu den Anfängen des Münzwesens in Holstein promoviert. Hatz' Dissertation gehörte in eine Reihe ähnlicher Arbeiten der Schüler Hävernicks, darunter seiner späteren Ehefrau Vera Hatz und Peter Berghaus, mit denen die „Hamburger Schule“ der Numismatik begründet wurde. Sie zeichneten sich durch die Betrachtung von Münzfunden als historische Quelle und einen ausgeprägten interdisziplinären Ansatz aus, der Numismatik, Archäologie und Wirtschaftsgeschichte zusammenführte.

## Beruf
Bereits am 14. Januar 1952 trat Hatz in den Dienst des Museums für Hamburgische Geschichte. Im Museum wurde Hatz Hauptkustos, er war bis 1993 Leiter des Münzkabinetts.
Während der Hälfte seiner Arbeitszeit war Hatz dafür abgestellt, Hävernick als Mitglied der Numismatischen Kommission der Länder in der Bundesrepublik Deutschland zu entlasten und an der Erstellung des Zentralkatalogs der deutschen Münzfunde des Mittelalters und der Neuzeit (Münzfundkatalog Mittelalter/Neuzeit) zu arbeiten. Von 1961 bis 1974 war er neben Hävernick der zweite Vertreter Hamburgs in der Kommission. 1974 übernahm er Hävernicks Platz als erster Vertreter Hamburgs und Vorsitzender der Kommission. Dieses Amt hatte er bis zu seiner Pensionierung 1993 inne.

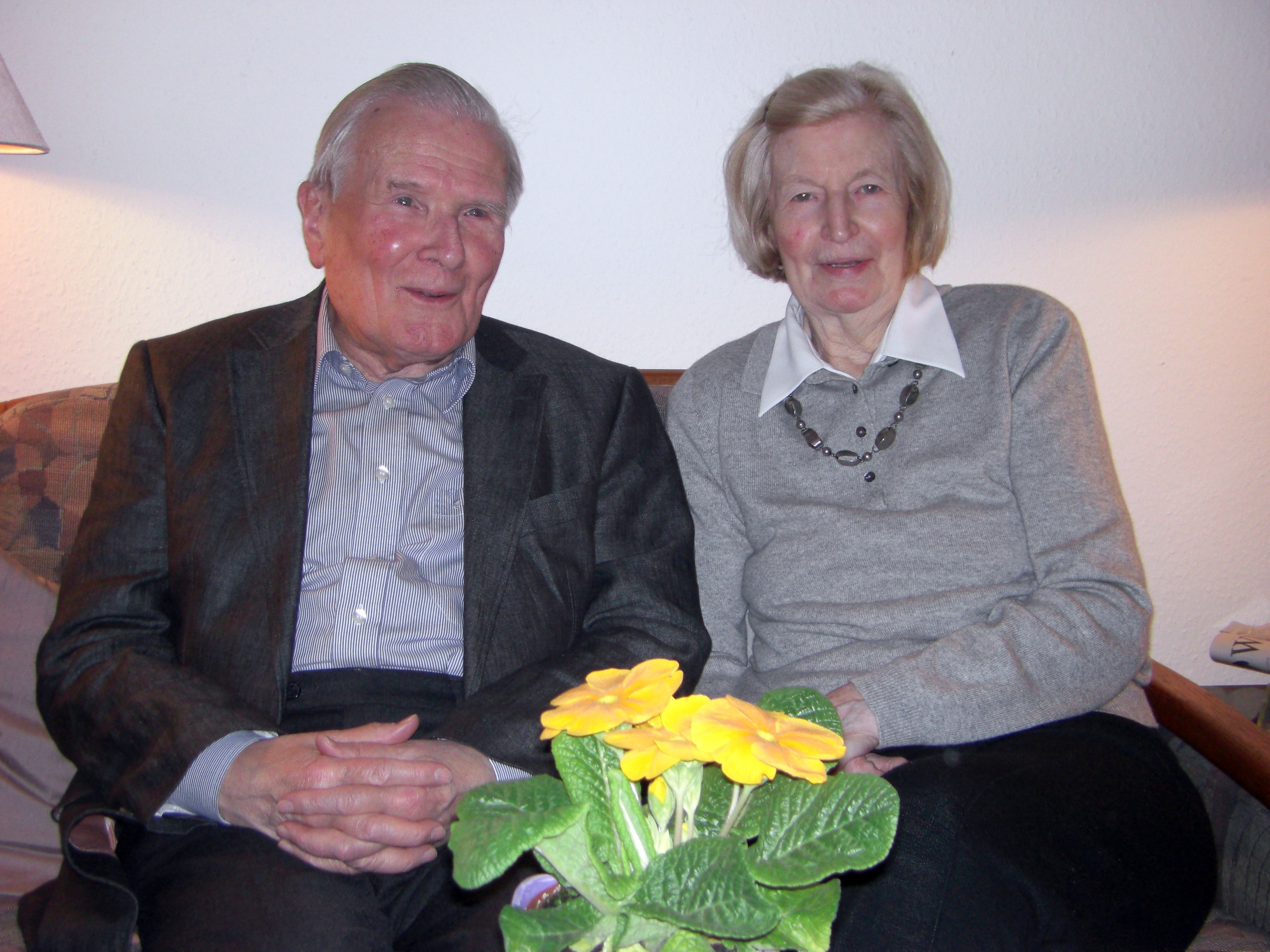
Vera und Gert Hatz (2008)

Ab 1956 gehörte zu Hatz' Aufgaben die Beteiligung an der systematischen Erfassung deutscher Münzen in schwedischen Funden aus der Wikingerzeit. Das Projekt war von der Numismatischen Kommission und der Königlich Schwedischen Akademie der Wissenschaften verabredet worden und lief über Jahrzehnte. 1971 wurde Hatz an der Universität Hamburg habilitiert. Seine Habilitationsschrift erschien 1974 in einem schwedischen Verlag und hatte deutsche Münzen im Schweden des 10. und 11. Jahrhunderts zum Thema. 1972 wurde Hatz Privatdozent, 1988 außerplanmäßiger Professor am Historischen Seminar der Universität Hamburg und Honorarprofessor am Institut für Ur- und Frühgeschichte der Universität Kiel.
Gert Hatz gehörte wie seine Frau Vera zu den bedeutendsten Mittelalter-Numismatikern, insbesondere auf dem Gebiet der Münzen und Geldgeschichte des 10. und 11. Jahrhunderts.

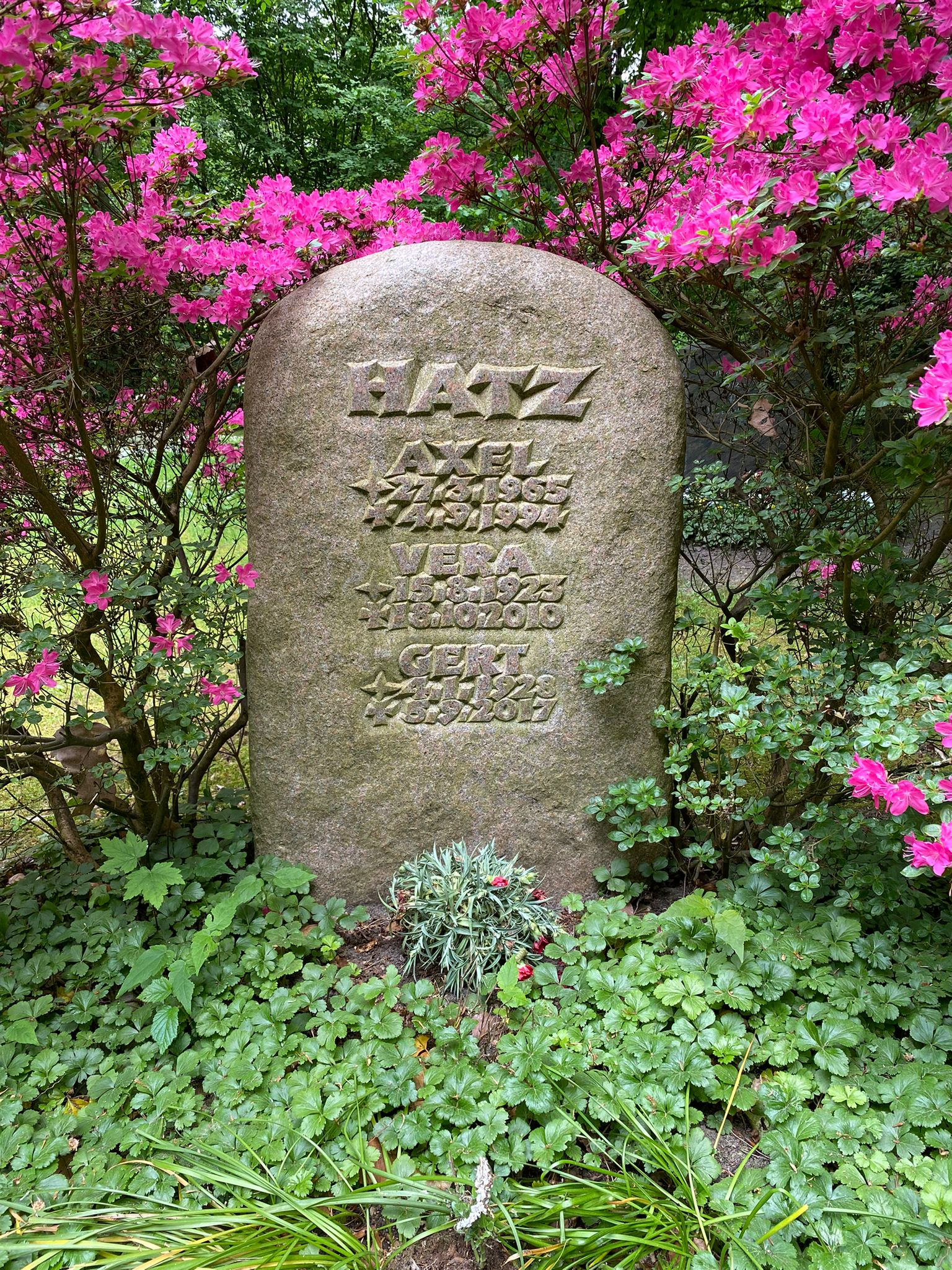
Grabstätte Vera und Gert Hatz (2024)

Das Ehepaar fand seine letzte Ruhestätte auf dem Friedhof Volksdorf.

## Auszeichnungen
- 1988 Ehrenpreis der Gesellschaft für Internationale Geldgeschichte
- 1993 Kommandeur des Nordstern-Ordens
- 2002 Derek Allen Prize der British Academy
- 2003 Medaille der Royal Numismatic Society (gemeinsam mit Vera Hatz)

## Schriften (Auswahl)
- Die Anfänge des Münzwesens in Holstein. Die Prägungen der Grafen von Schauenburg bis 1325 (= Numismatische Studien. 5, ISSN 0469-2144). Museum für Hamburgische Geschichte – Abt. Münzkabinett, Hamburg 1952, (Volltext; zugleich: Hamburg, Universität, Dissertation, 1952).
- Handel und Verkehr zwischen dem Deutschen Reich und Schweden in der späten Wikingerzeit. Die deutschen Münzen des 10. und 11. Jahrhunderts in Schweden. Kungl. Vitterhets Historie och Antikvitets Akademien, Stockholm 1974, ISBN 91-7192-141-9 (Zugleich: Hamburg, Universität, Habilitationsschrift, 1971).
- mit Vera Hatz, Ulrich Zwicker, Noe Gale und Zofia Gale: Otto-Adelheid-Pfennige. Untersuchungen zu Münzen des 10./11. Jahrhunderts (= Commentationes de nummis saeculorum IX–XI in Suecia repertis. Nova Series 7). Royal Swedish Academy of Letters, History and Antiquities, Stockholm 1991, ISBN 91-7192-827-8.
- mit Vera Hatz et al.: Bräkne-Hoby – Sölvesborg (= Corpus Nummorum Saeculorum IX–XI qui in Suecia reperti sunt. = Catalogue of Coins from the 9th – 11th Centuries found in Sweden. 4: Blekinge. Part 1). Almqvist & Wiksell, Stockholm 2010, ISBN 978-91-7402-393-0.